# Advertentiezetter
Een advertentiezetter is een zetter die zich vroeger bezig hield met het vervaardigen van handzetsels voor advertenties. De advertentiezetter maakte van machinaal gezette regels losse letters, lijnen, wit, clichés en vignetten. Het handzetten werd aan het begin van de twintigste eeuw naar de achtergrond gedrongen door de komst van de zetmachine.